# Mount Carmel (Tennessee)
Mount Carmel é uma cidade  localizada no estado norte-americano de Tennessee, no Condado de Hawkins.

## Demografia
Segundo o censo norte-americano de 2000, a sua população era de 4795 habitantes.
Em 2006, foi estimada uma população de 5356, um aumento de 561 (11.7%).

## Geografia
De acordo com o United States Census Bureau tem uma área de
17,7 km², dos quais 17,7 km² cobertos por terra e 0,0 km² cobertos por água.

## Localidades na vizinhança
O diagrama seguinte representa as localidades num raio de 16 km ao redor de Mount Carmel.